# 터널 괴담
터널 괴담(The Story of the Mysterious Tunnel, トネルの奇譚) 은 일본의 공포 만화가 이토 준지의 만화이다.

## 수록 이야기
1. 기나긴 꿈
2. 터널 괴담
3. 동상
4. 부유물
5. 백사촌 혈담

## 출판 정보
- 대한민국
  - 《터널 괴담》 (시공사, 1999년 9월 1일 출간) ISBN 9788952702692(8952702697)

## 같이 보기
- 이토 준지